# Rudd Performance Motorsports
La Rudd Performance Motorsports est une écurie NASCAR basée à Mooresville en Caroline du Nord et dirigée par Ricky Rudd.

## Histoire

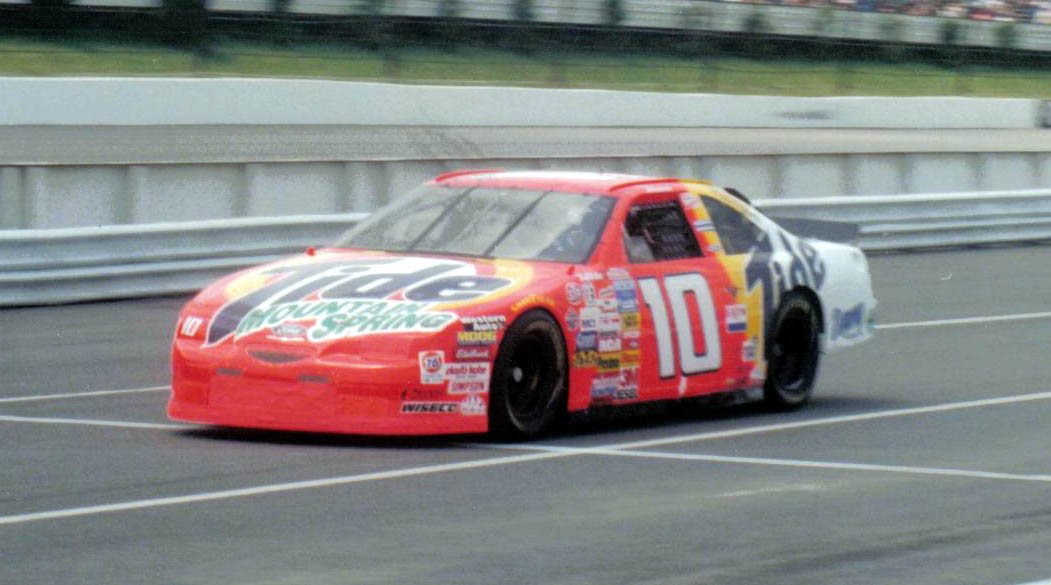
Ricky Rudd à Pocono en 1997

Créée en 1994, Rudd est le seul pilote de l’écurie au volant de la Ford no 10. Il participe avec cette voiture au championnat le plus prestigieux, la Cup Series, jusqu'en 1999 et remporte 6 victoires en 192 départs, la dernière en 1998 à Martinsville.
Le non remplacement de son sponsor principal, Tide, à la fin de la saison 1999, conduit le pilote propriétaire à fermer son écurie. L’année suivante, il conduira la Ford no 10 de la Yates Racing.